# Tropiometra carinata
Tropiometra carinata es una especie de lirio de mar de la familia Tropiometridae, orden Comatulida. Su nombre común en inglés es elegant featherstar, o «estrella de plumas elegante».

## Morfología
Su cuerpo está formado por un disco en forma de copa, compuesto de 2 o 3 anillos de placas. La placa centrodorsal es grande y discoidal.
Tienen solo 10 brazos. También llamados rayos, los brazos están pinnulados en un mismo plano, lo que les da la apariencia de plumas, de ahí uno de los nombres comunes de los crinoideos en inglés: featherstar, o estrella de plumas. Los brazos se componen de una serie de osículos, o huesecillos, llamados braquiales, que están articulados; además de ligamentos, músculos, y en su interior cuentan con extensiones de los sistemas nervioso, vascular y reproductivo. Los brazos miden hasta 180 mm de longitud, normalmente no más de 135 mm. El revestimiento aboral del brazo es continuo hasta su extremo.

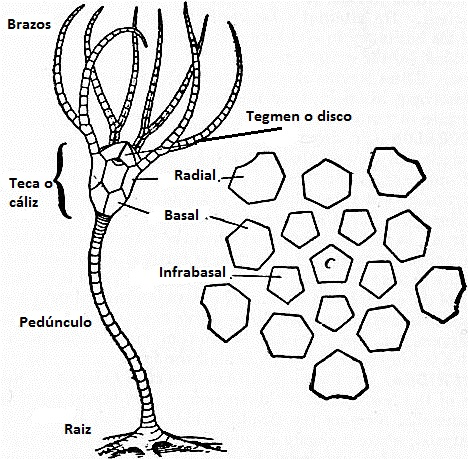
Esquema de crinoideo, a la derecha, los diversos tipos de placas del cáliz
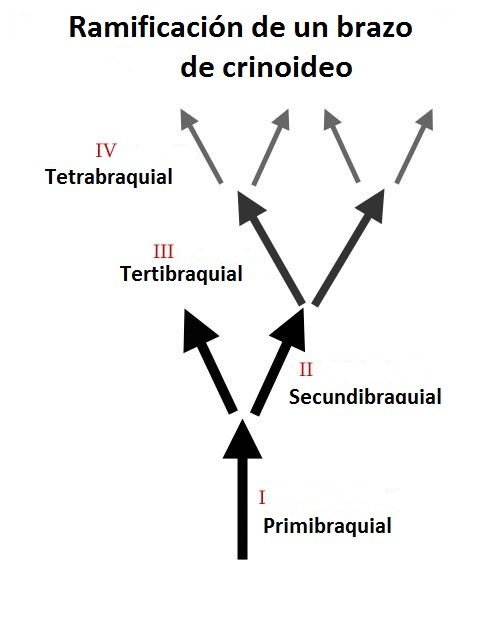
Braquiales de Crinoidea

La primera serie de osículos, o primibraquial, nace de cada una de las cinco placas radiales de cada brazo, las segundas series nacen del último osículo de la primibraquial, del que parten dos series, o secundibraquial, y así consecutivamente.
La cavidad radial es amplia y los osículos braquiales son más anchos que altos. Poseen articulaciones del tipo synarthry entre las series primibraquial y secundibraquial, y del tipo syzygy entre las series tertibraquial o tetrabraquial.
En su parte aboral, o inferior, poseen entre 13 y 38 apéndices alargados para anclarse al sustrato, denominados cirri. Cada cirrus (singular) se compone de entre 20 a 30 cirrales, u osículos, que miden entre 15 y 27 mm de longitud.
Como la mayoría de los crinoideos, y muchos géneros del filo Echinodermata, poseen la capacidad de auto-amputarse un brazo, en situaciones de peligro para el animal. A esta facultad de algunos animales se le denomina autotomía, y, en el caso que nos ocupa, se combina con otra capacidad, la de regenerarlo por completo a continuación. Con frecuencia, en sustitución del brazo amputado, desarrollan dos nuevos brazos. Aparte de los brazos, también pueden regenerar los cirri, las pínnulas o el intestino.
Para desplazarse utilizan sus cirri, o el movimiento sincronizado, y de forma alterna, de sus brazos; que oscilan verticalmente de abajo a arriba. Lo que supone un espectáculo visual para los humanos.
Sus colores pueden ser negro, amarillo, naranja o marrón.

## Galería

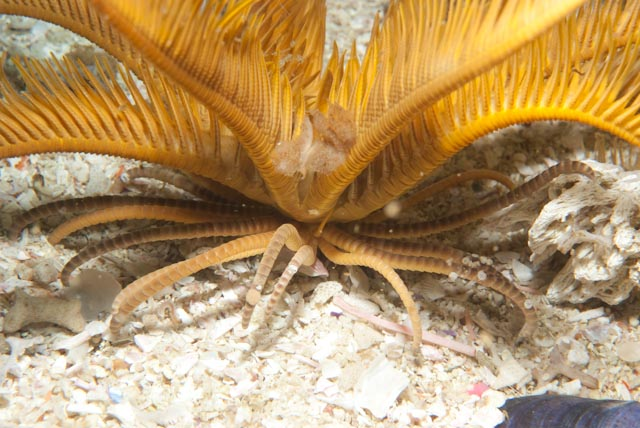
Vista de los cirri sobre el sustrato
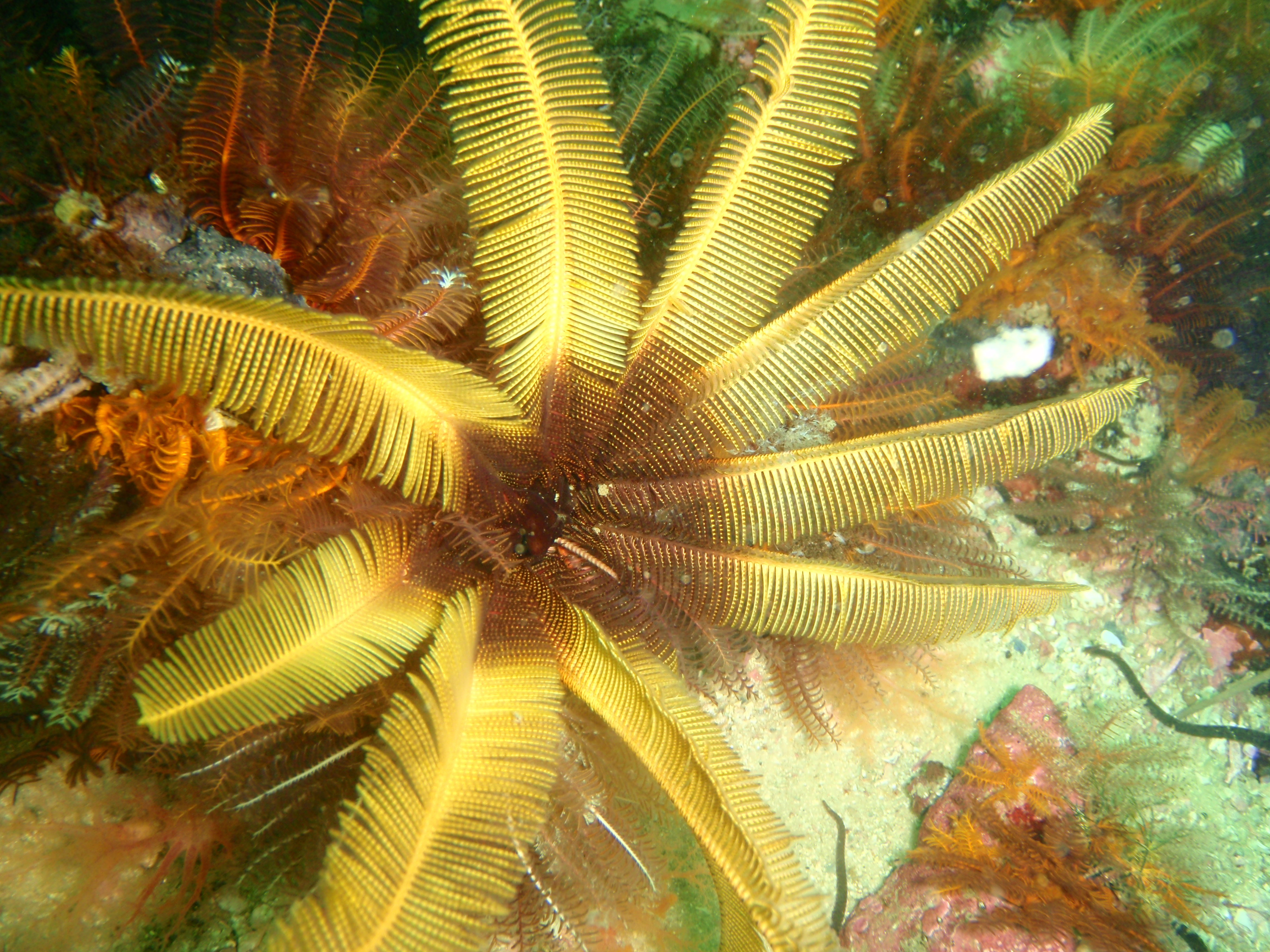
Vista calicular
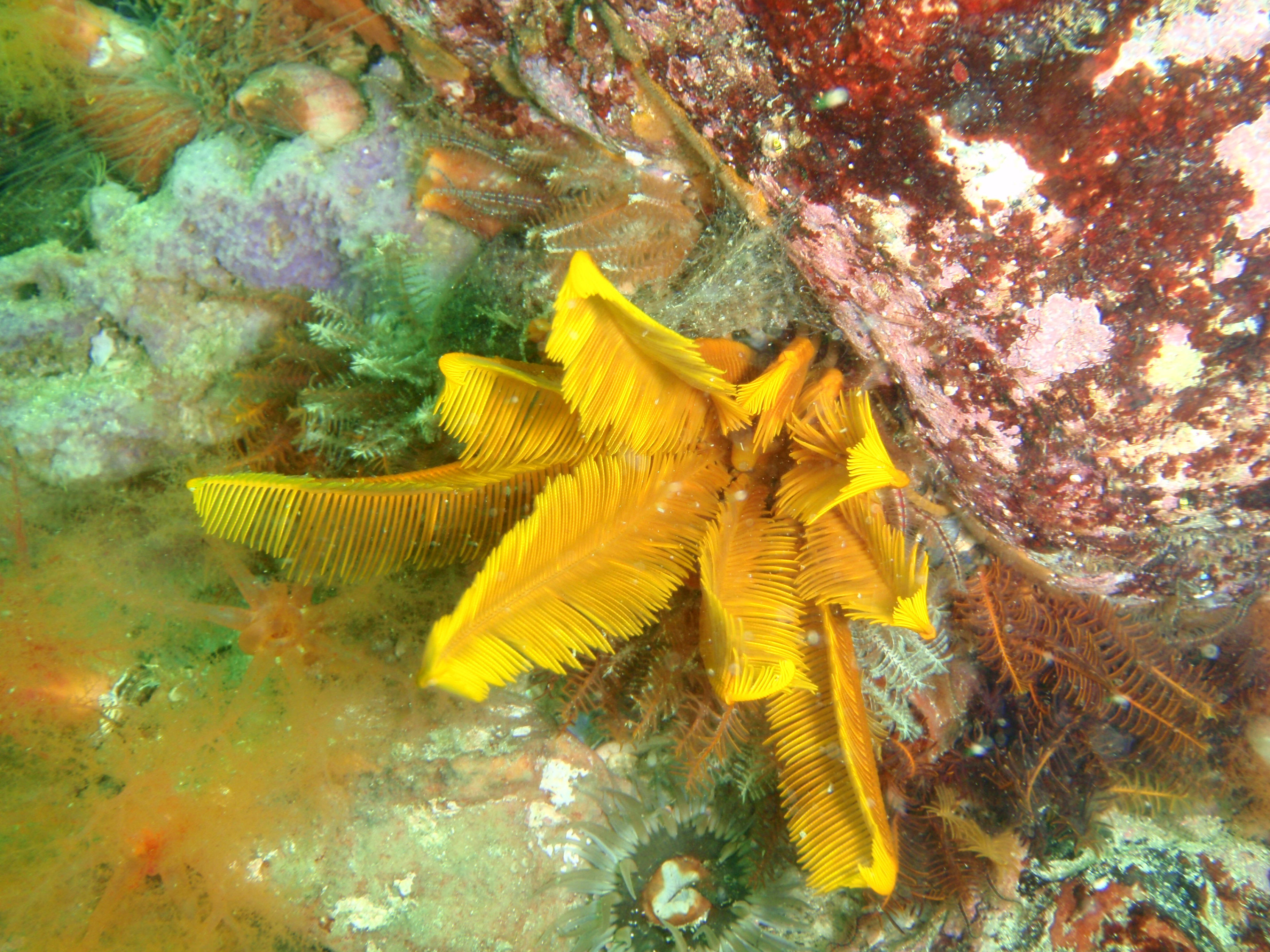
T. carinata en False Bay, Sudáfrica
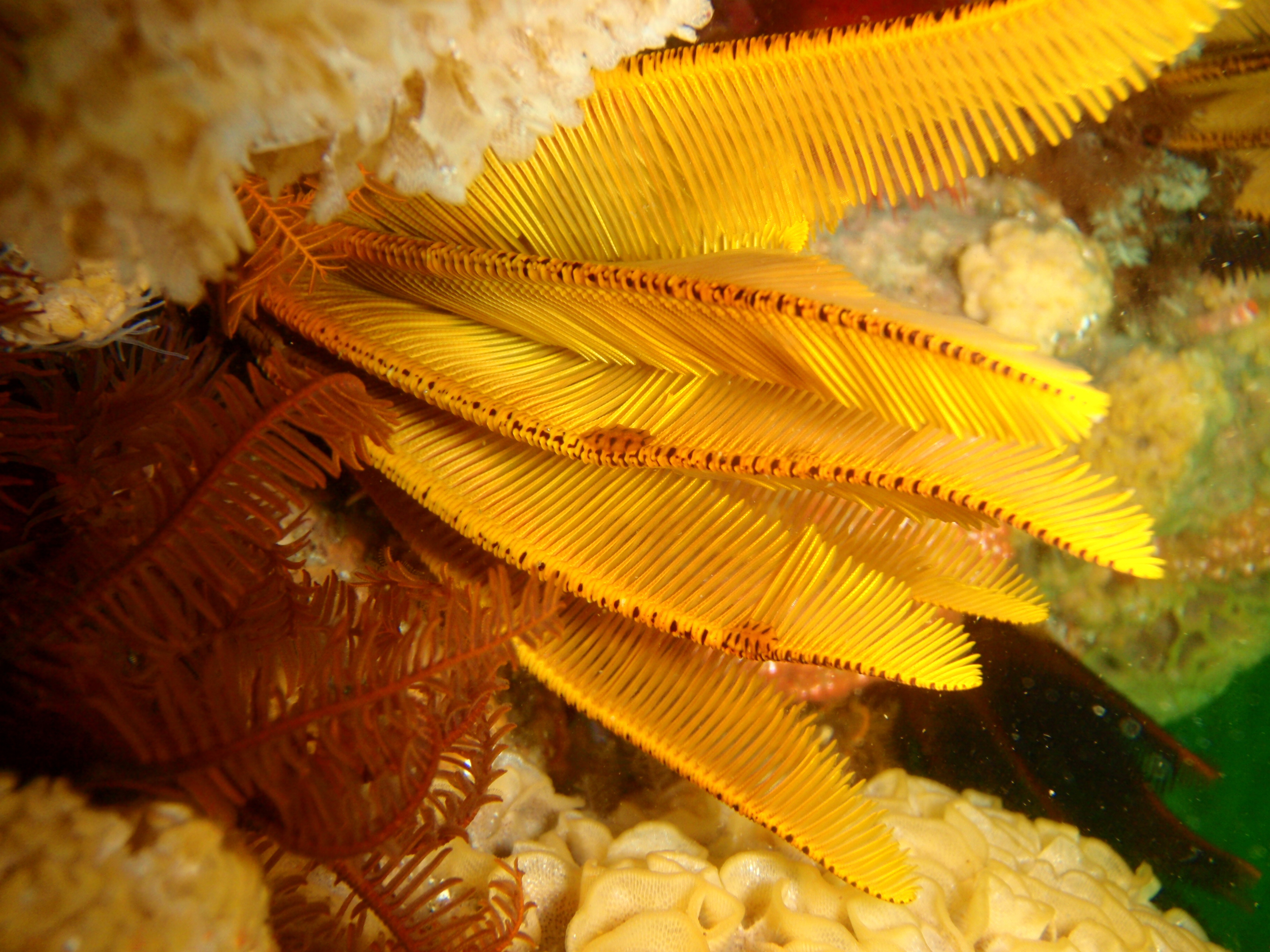
T. carinata en Percy's Hole, Sudáfrica
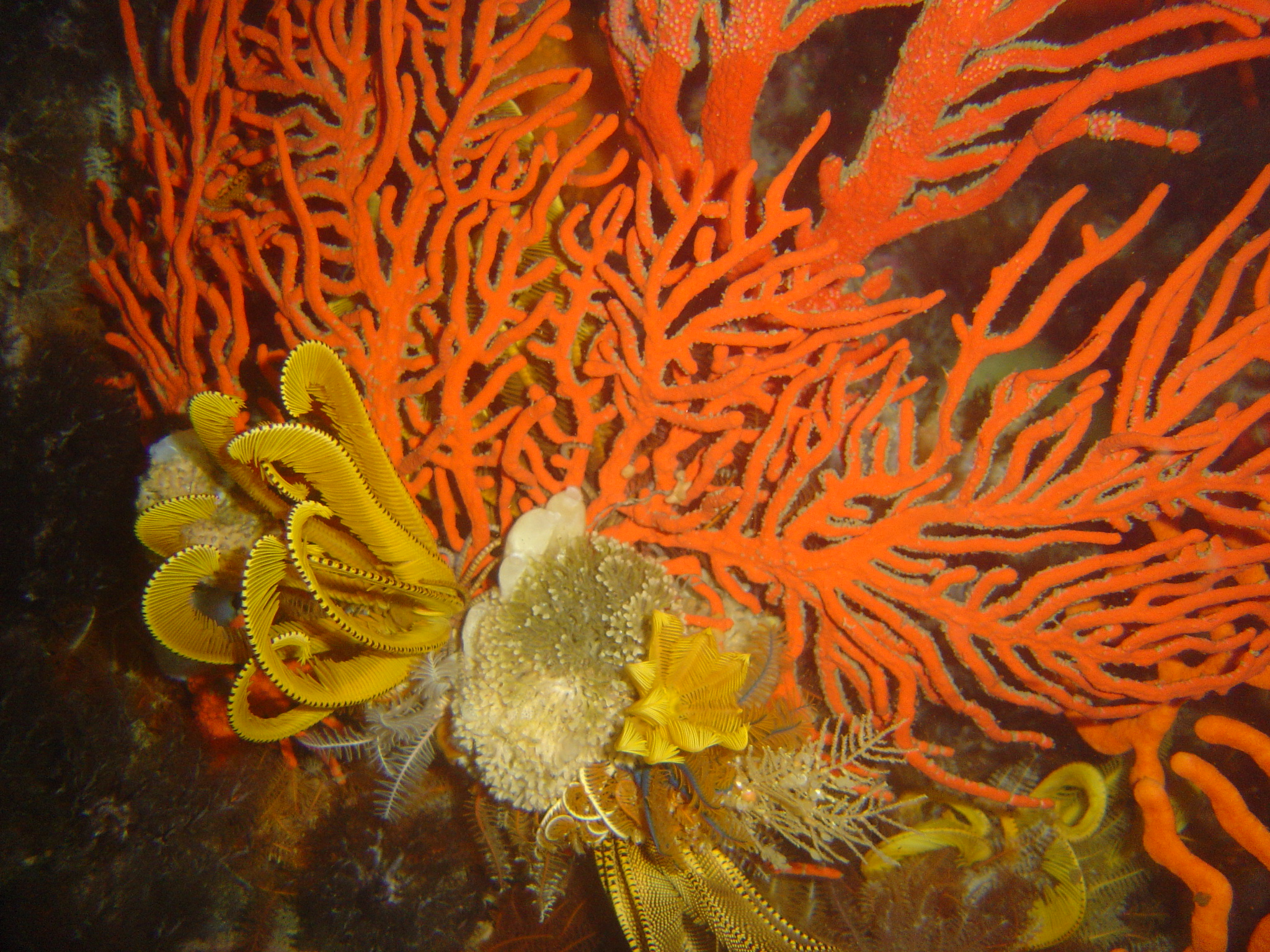
T. carinata anclada a una gorgonia Leptogorgia palma
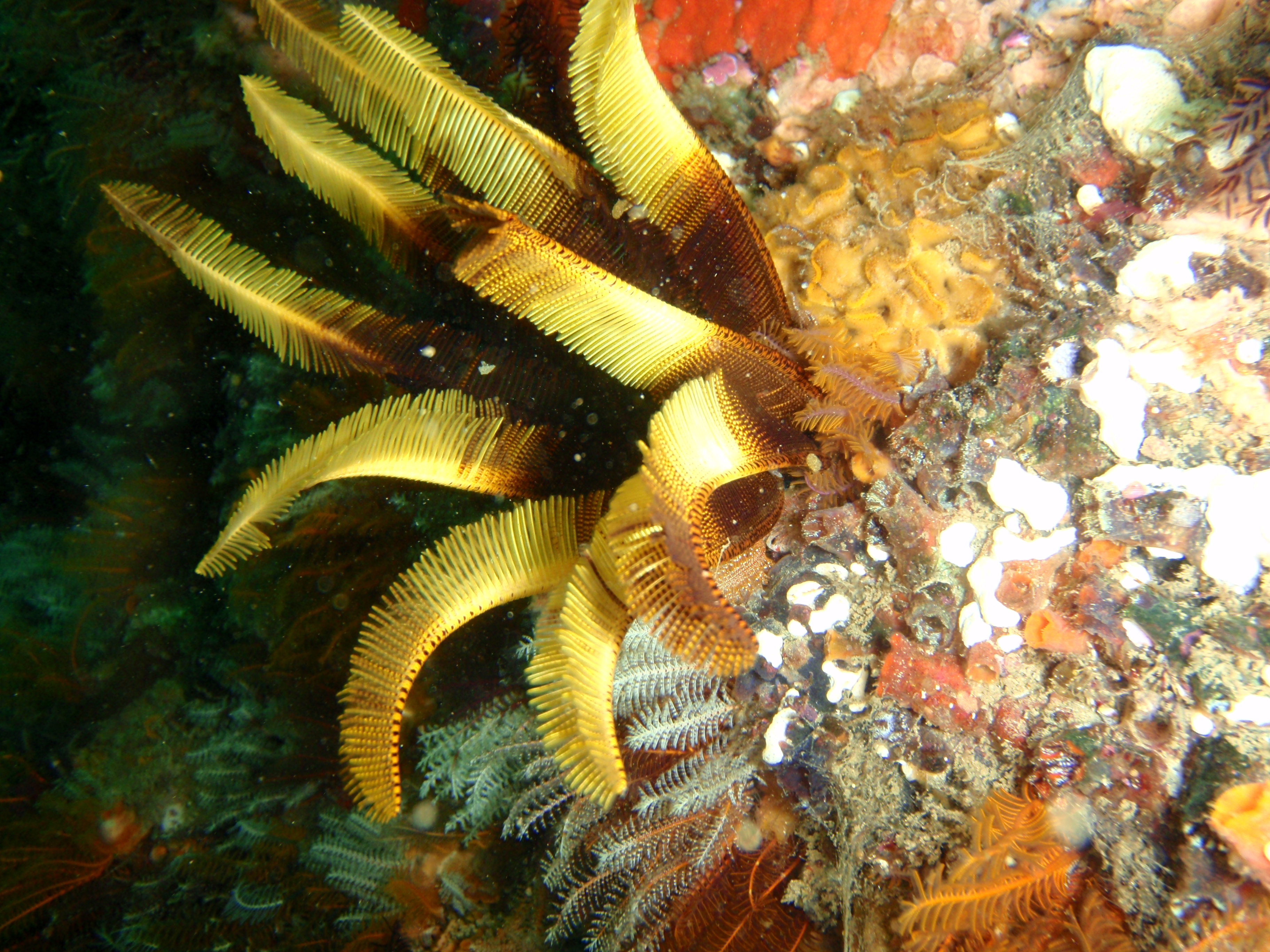
En Castle Rocks, península del Cabo, Sudáfrica
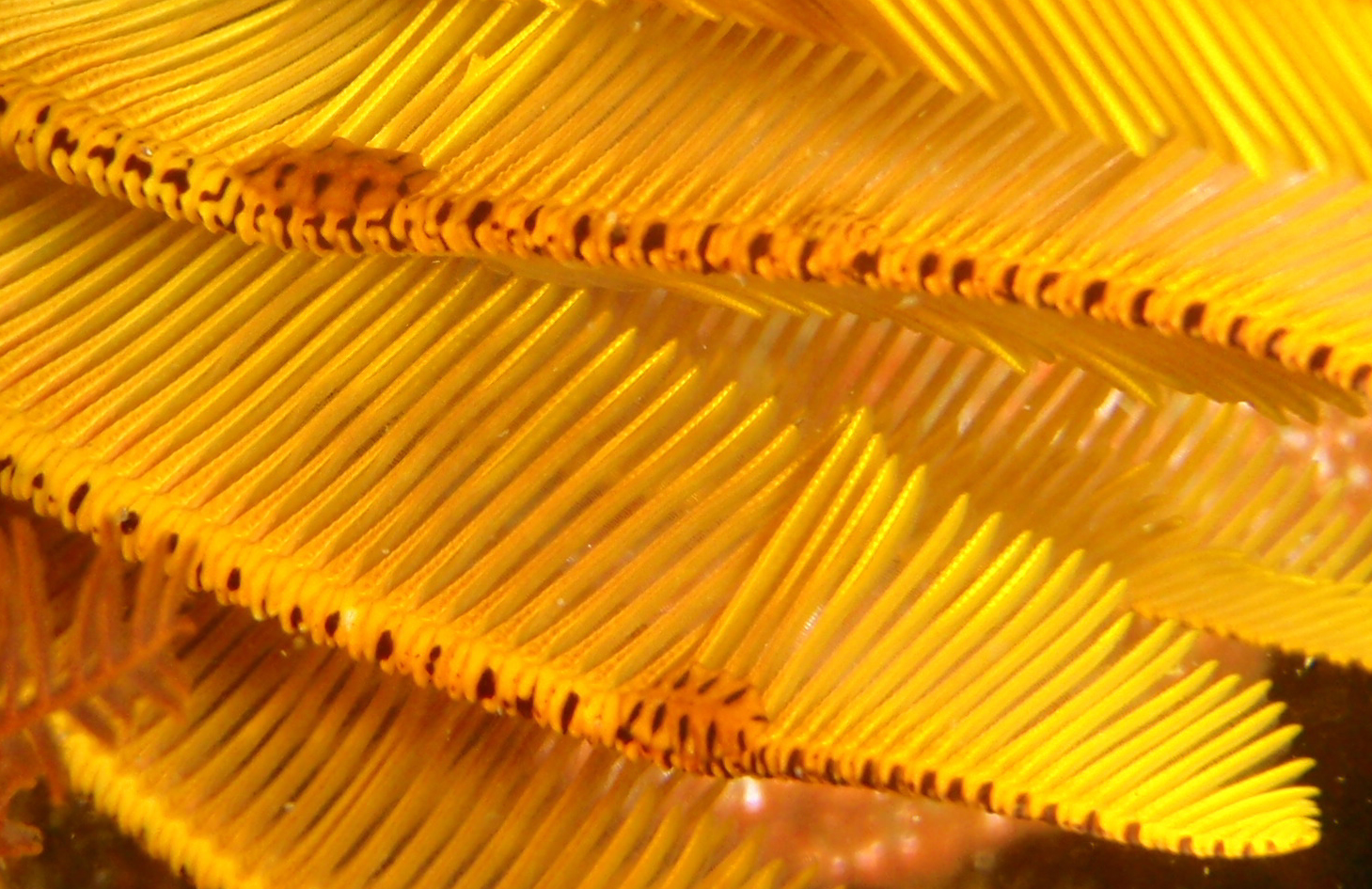
Ejemplares de Myzostoma fuscomaculatum en T. carinata

## Alimentación
Son filtradores, y se alimentan de zooplancton, como foraminíferos, pequeños crustáceos y moluscos, y fitoplancton.

## Reproducción
Son dioicos. La reproducción sexual se produce por fertilización externa. Las larvas doliolarias evolucionan de una simetría bilateral a simetría pentarradial, y poseen un tallo, que pierden al madurar, convirtiéndose en animales de vida libre. Necesitan entre 14 y 18 meses para alcanzar la madurez sexual.

## Hábitat
Se localizan entre 1,5 y 140 m de profundidad; en un rango de temperaturas entre los 16.90 y 27.70 °C. Anclados a corales duros, esponjas o gorgonias, y en rocas y arenas de arrecifes, siempre con corrientes.
La especie de gusano Myzostoma fuscomaculatum es epizoica de T. carinata, comparte su coloración en un ejercicio de cripsis, y solo se ha localizado en esta especie de crinoideo.

## Distribución geográfica
Se distribuyen en aguas tropicales y subtropicales del océano Indo-Pacífico y del Atlántico occidental.
Es especie nativa de Aldabra, Barbados, Brasil, Cargados Carajos, Colombia, República Dominicana, atolón de Farquhar, India, Madagascar, Mauritius, Mozambique, Pakistán, Reunión, San Vicente y las Granadinas, Santa Helena, Santa Lucía, Seychelles, Sri Lanka, Sudáfrica, Tanzania, Trinidad y Tobago y Venezuela.